# Лоши момци
Лоши момци (енгл. Bad Boys) је акциона комедија из 1995. Филм је режирао Мајкл Беј, а главне улоге тумаче Мартин Лоренс и Вил Смит.

## Радња
Радња је смештена у Мајами, где два полицијска детектива, Маркус Бернет и Мајк Лаури, истражују пљачку хероина заплењеног од мафије, вредног сто милиона долара, из добро обезбеђеног полицијског складишта. Унутрашња контрола сумња да је у то умешан неко изнутра и прети распуштањем читавог одељења уколико дрога не буде пронађена и враћена у року од пет дана.
Мајк замоли своју доушницу и бившу девојку Максин "Макс" Логан да потражи људе који су новопечени богаташи и самим тим осумњичени. Она и њена најбоља другарица Џули Мот бивају унајмљене као пословна пратња од стране Едија Домингеза, бившег корумпираног полицајца. Забаву им убрзо прекида Домингезов шеф, француски нарко-бос Фуше, и његови најближи сарадници, Каспер, Фергусон и Ноа. Домингез и Макс су убијени, док Џули успева да побегне.
Избезумљена, Џули зове полицијску станицу, инсистирајући на разговору само са Мајком, који је одсутан. Знајући да она никада није лично упознала Мајка, капетан Конрад Хауард натера Маркуса да се лажно представи у Мајково име, како би разговарао с њом. У њеном стану, Маркус и Џули су нападнути од стране једног од Фушеових плаћених убица, којег Маркус убије. Када се нађу код Мајка, Маркус и Мајк су приморани да међусобно замене идентитете, те Мајк одлази код Бернетових, док Маркус борави са Џули у Мајковом стану. Двојац се мучи да сачува своје кринке пред Џули, која постаје сумњичава.
Прегледајући полицијске фотографије ухапшеника, Џули препозна Ноу као једног од убица. Тројац одлази у клуб "Пакао", једно од Ноевих омиљених места изласка. Након што је примећен, Маркус онесвести Каспера након тучњаве у тоалету. Џули покуша да убије Фушеа, али је Маркус спречи. У аутомобилској јурњави која је уследила, Мајк убије Ноу. Тројац успева да побегне, али их сними камера са репортерског хеликоптера; извештај на телевизији касније види Маркусова породица, којој је речено да је Маркус привремено премештен у Кливленд.
Мајк и Маркус се сусрећу са својим старим доушником Џоџом и сазнају локацију хемичара који врши мешање украдене дроге са другим агенсима. Тројац се враћа у Мајков стан, где се Маркусова жена Тереза расправља с њима, потврдивши Џулину сумњу да су они међусобно заменили идентитете. Фушеова банда упада у стан и киднапује Џули.
Унутрашња контрола распушта Мајково и Маркусово одељење. Упркос премештању, Хауард одложи извршење наредбе, пруживши Мајку и Маркусу још времена да реше случај. Они приступе Домингезовом запечаћеном профилу у полицијској бази података и сазнају да је полицијска секретарица Франсин Домингезова бивша девојка, која је уцењена од стране Фушеа након што се овај домогао њених нагих фотографија.
Маркус, Мајк и још двојица детектива, Санчез и Руиз, се упуте до аеродрома Опа-лока. Након жестоке пуцњаве, они побију остатак Фушеове банде, укључујући Каспера и Фергусона, и избаве Џули. Потом појуре за Фушеом, који је у бекству. Фушеов аутомобил удари у бетонску баријеру. Док Фуше покушава да побегне, Мајк га упуца у ногу и ухапси уз уперен пиштољ. Након напетог разговора са Маркусом, Фуше изненада извуче скривени пиштољ, али га Мајк предухитри, упуцавши га на смрт и осветивши убиство Макс. Исцрпљени Маркус оставља Џули са Мајком и одлази кући да се помири са својом женом.

## Улоге
| Глумац             | Улога                  |
| ------------------ | ---------------------- |
| Мартин Лоренс      | Детектив Маркус Бернет |
| Вил Смит           | Детектив Мајк Лаури    |
| Теа Лиони          | Џули Мот               |
| Чеки Карјо         | Фуше                   |
| Џо Пантолијано     | Капетан Конрад Хауард  |
| Тереза Рандл       | Тереза Бернет          |
| Марг Хелгенбергер  | Капетан Алисон Синклер |
| Нестор Серано      | Детектив Санчез        |
| Хулио Оскар Мечосо | Детектив Руиз          |
| Кевин Кориган      | Елиот                  |
| Мајкл Империоли    | Џо „Џоџо“              |
| Марк Маколи        | Ноа Трафиканте         |

## Зарада
Филм је у САД зарадио 65.807.024 $.
- Зарада у иностранству - 75.600.000 $
- Зарада у свету - 141.407.024 $